# لاما (البوذية)

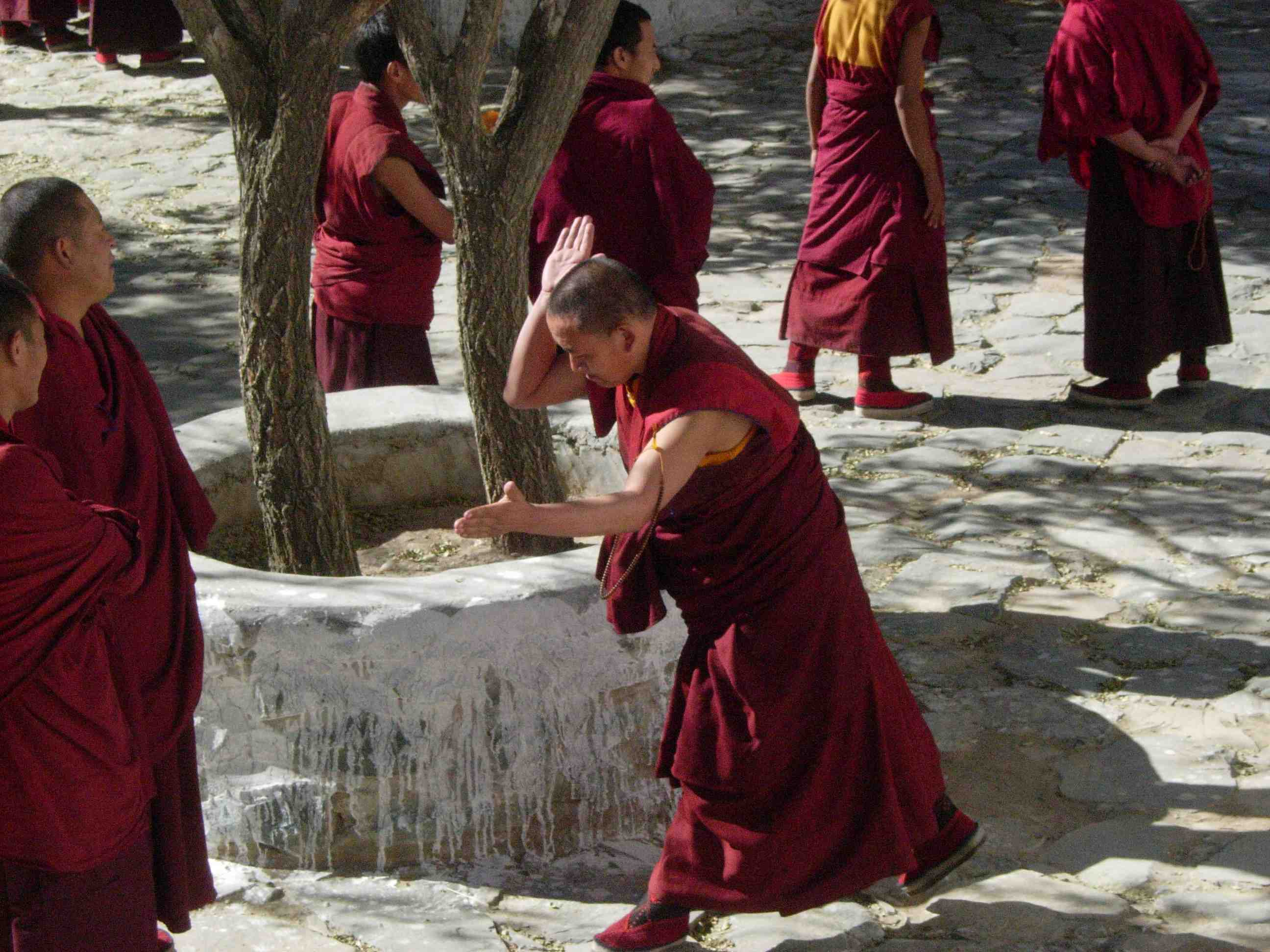

لاما (بالإنجليزية: Lama)‏ و (بالتبتية: བླ་མ)‏ وهي رتبة معلم دارما في البوذية التبتية وإسمه باللغة السنسكريتية الغورو، تاريخياً أستخدم هذا المصطلح لوصف القادة الروحيين المبجلين ورؤساء الأديرة، اليوم يستخدم وصف البيكو أي الراهب أو الراهبة (حسب مدارس نينغاما وكاغيو وساكيا) واليوم يتم استخدام مصطلح اللاما مع الدالاي لاما والبنشين لاما.